# Sopheap Pich

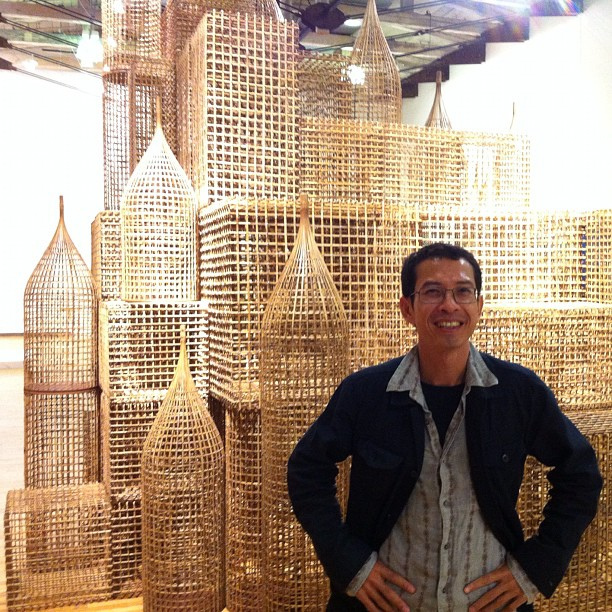
Sopheap Pich

Sopheap Pich (* 1971 in Battambang, Republik Khmer) ist ein kambodschanischer Bildhauer und Installationskünstler.

## Leben und Werk
Sopheap Pich wurde in Kambodscha geboren und flüchtete mit seiner Familie nach der Regierungszeit der Roten Khmer. Nachdem er den Bachelor an der University of Massachusetts Amherst und 1999 den Master an der School of Art Institute of Chicago abgelegt hatte, kehrte er 2002 nach Kambodscha zurück. Aus lokalen Materialien – Bambus, Rattan, Sackleinen, Bienenwachs und Erdpigmenten aus Kambodscha – schafft er Skulpturen, die von Körperorganen, Pflanzenformen und abstrakten geometrischen Strukturen inspiriert werden.
Pich war Teilnehmer zahlreicher Ausstellungen, darunter 2012 die dOCUMENTA (13) und 2017 die 57. Biennale di Venezia.